# Ньюпор, Эдуард
Эдуа́рд Ньюпо́р (также Эдуар Ньюпо́р, Эдуа́р Ньёпор; фр. Édouard Nieuport; 24 августа 1875, Блида (ныне — Алжир) — 16 сентября 1911, департамент Мёз) — французский лётчик и авиаконструктор.
В 1911 году самолет конструкции Эдуарда Ньюпора с двигателем мощностью 28 лошадиных сил показал рекордную скорость полета — 120 км/час. В том же году Эдуард с братом Шарлем основал в Исси-ле-Мулино фирму «Ньюпор», выпускавшую самолёты, которые применялись во Франции и в России в Первую мировую войну как основной тип самолетов-истребителей. Некоторые из них были двухместными и использовались как разведчики. 16 сентября 1911 года Эдуард Ньюпор погиб в авиакатастрофе. Руководство предприятием взял на себя его брат, но и он погиб в авиакатастрофе в 1913 году. На самолете «Ньюпор-4» русский лётчик Пётр Нестеров 27 августа 1913 года впервые в мире выполнил «мёртвую петлю», а на самолёте «Ньюпор-21» русский лётчик Константин Арцеулов в 1916 году впервые в России осуществил преднамеренный штопор.